# Missões diplomáticas do Mali

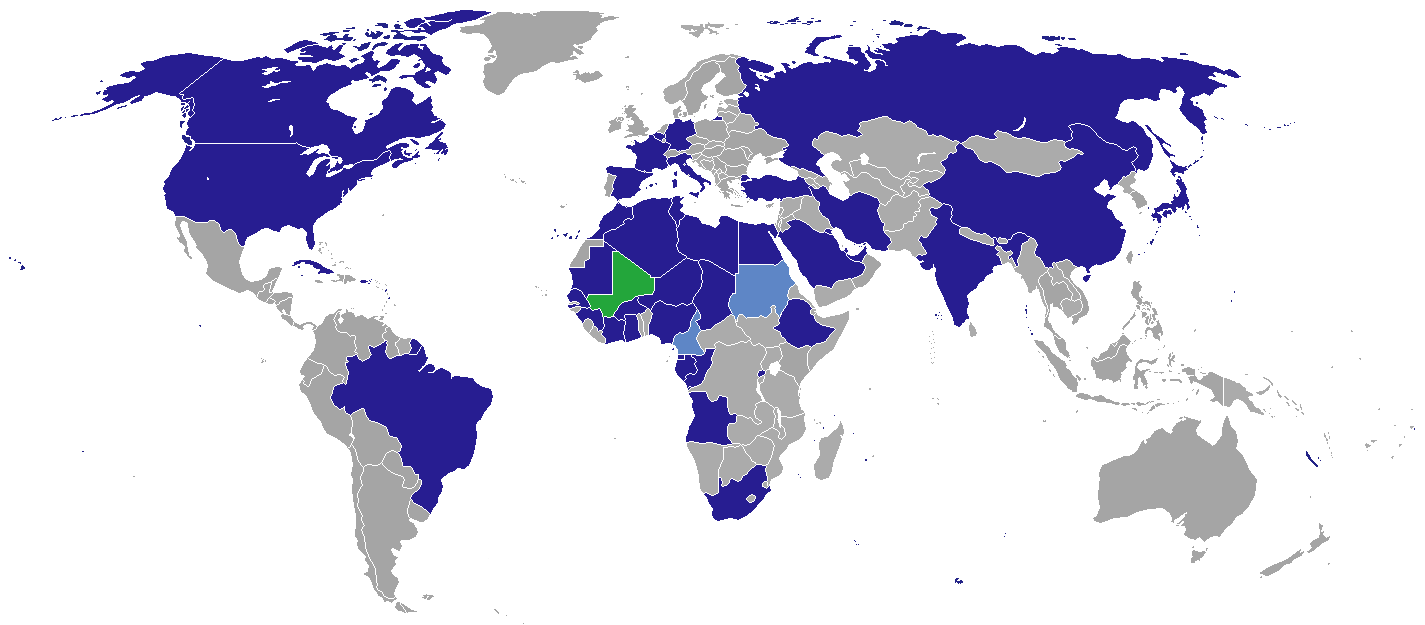
Missões diplomáticas do Mali.

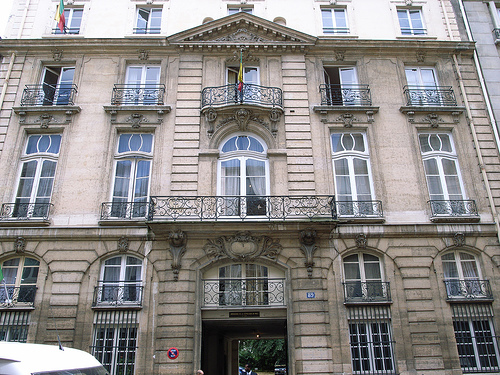
Embaixada do Mali em Paris, França.

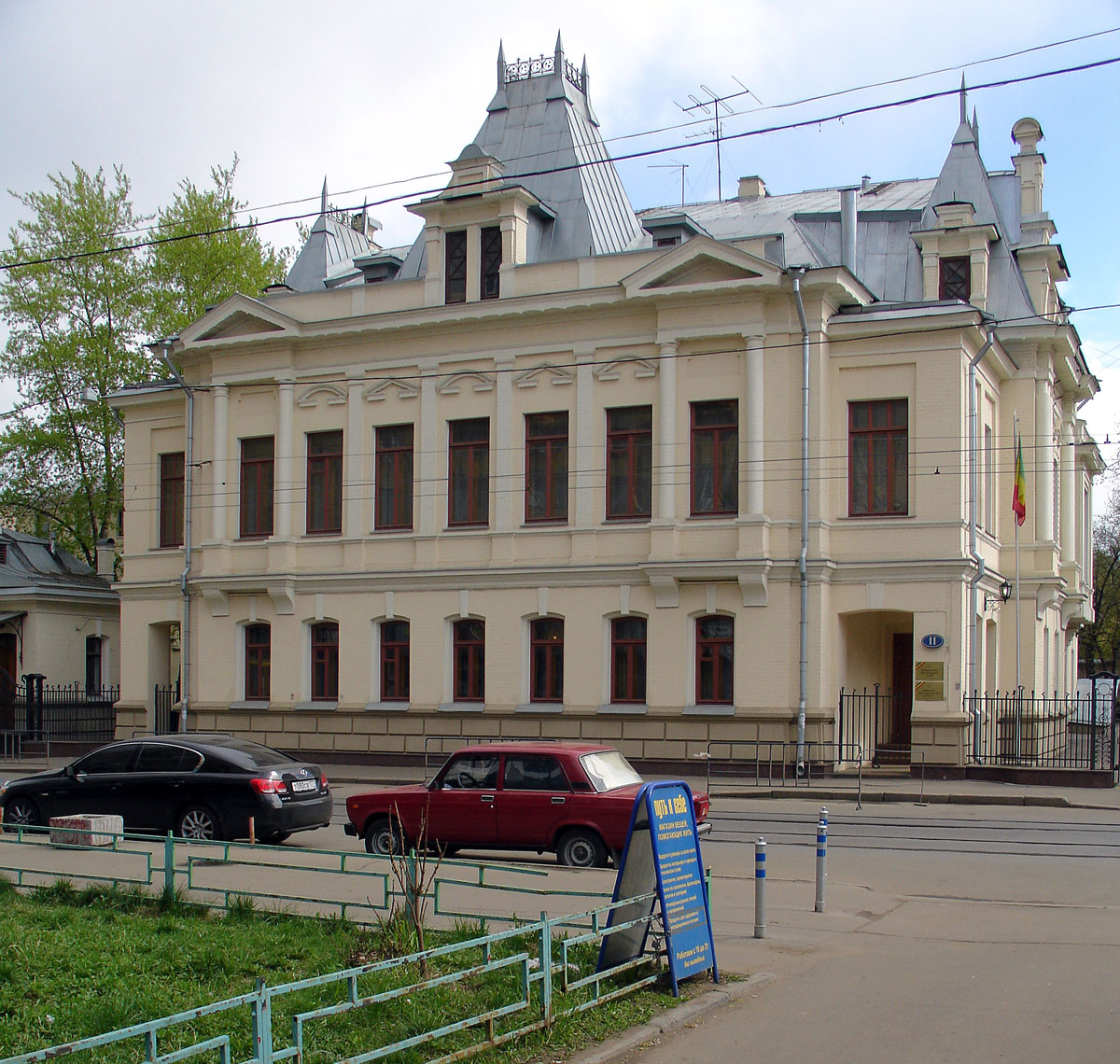
Embaixada do Mali em Moscou.

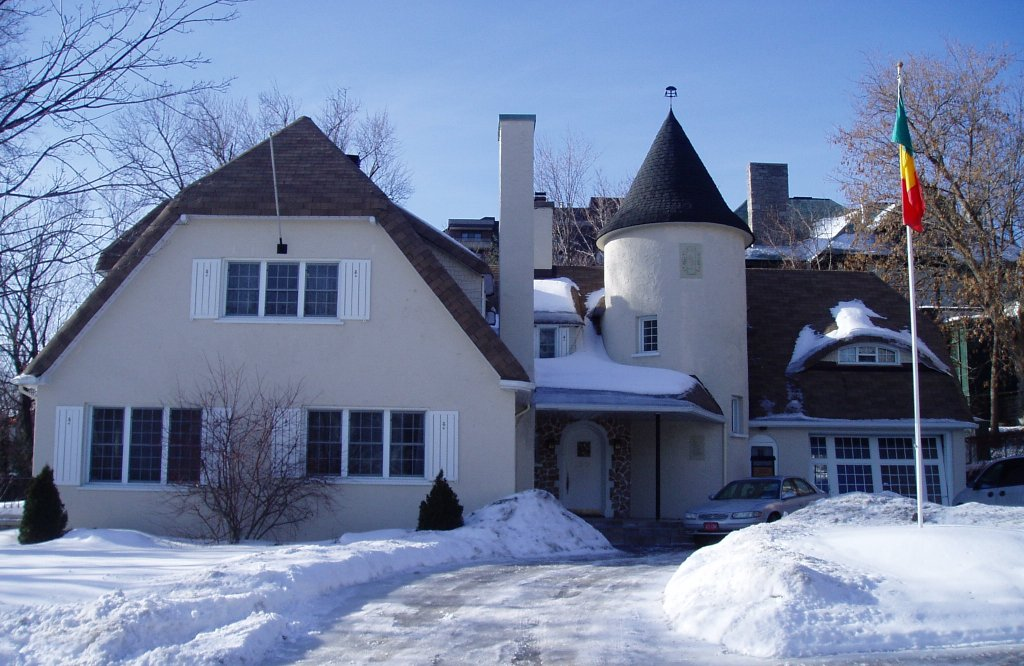
Embaixada do Mali em Ottawa, Canadá.

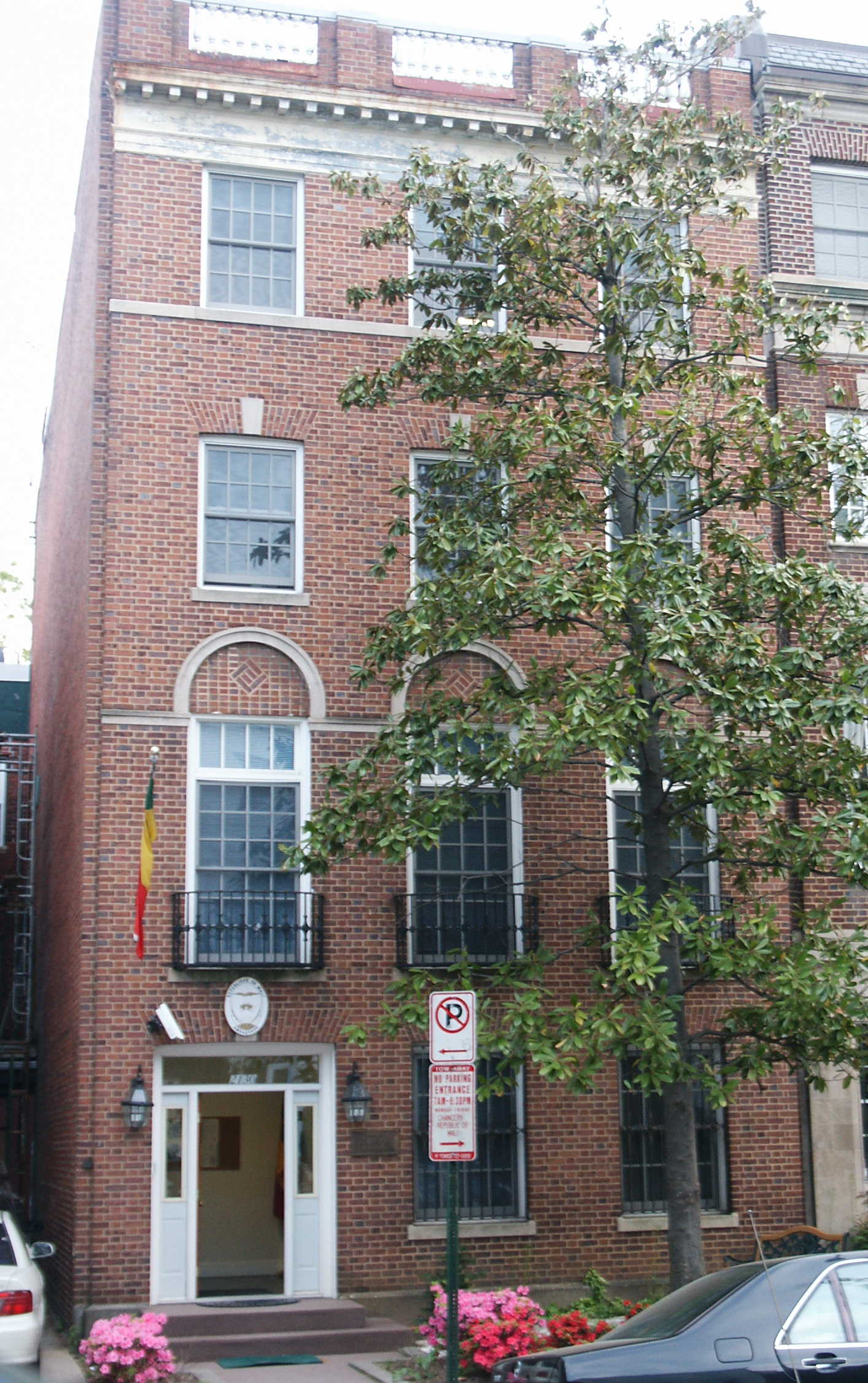
Embaixada do Mali em Washington DC, Estados Unidos.

Abaixo estão citadas as embaixadas e consulados do Mali:

## Europa
- Alemanha
  - Berlim (Embaixada)
- Bélgica
  - Bruxelas (Embaixada)
- França
  - Paris (Embaixada)
- Itália
  - Roma (Embaixada)
- Rússia
  - Moscou (Embaixada)

## América
- Brasil
  - Brasília (Embaixada)
- Canadá
  - Ottawa (Embaixada)
- Cuba
  - Havana (Embaixada)
- Estados Unidos
  - Washington DC (Embaixada)

## África
- África do Sul
  - Pretória (Embaixada)
- Argélia
  - Argel (Embassy)
  - Tamanghasset (Consulado)
- Angola
  - Luanda (Embaixada)
- Burquina Fasso
  - Ouagadougou (Embaixada)
- República do Congo
  - Brazzaville (Consulado)
- Costa do Marfim
  - Abidjã (Embaixada)
  - Bouaké (Consulado)
- Egito
  - Cairo (Embaixada)
- Etiópia
  - Adis-Abeba (Embaixada)
- Gabão
  - Libreville (Embaixada)
- Gana
  - Accra (Embaixada)
- Guiné
  - Conacri (Embaixada)
- Guiné Equatorial
  - Malabo (Consulado)
- Líbia
  - Trípoli (Embaixada)
- Mauritânia
  - Nouakchott (Embaixada)
- Marrocos
  - Rabat (Embaixada)
- Níger
  - Niamey (Embaixada)
- Nigéria
  - Abuja (Embaixada)
- Senegal
  - Dakar (Embaixada)
- Sudão
  - Cartum (Consulado-geral)
- Tunísia
  - Túnis (Embaixada)

## Oriente Médio
- Irão
  - Teerã (Embaixada)
- Arábia Saudita
  - Riad (Embaixada)
  - Jedda (Consulado)

## Ásia

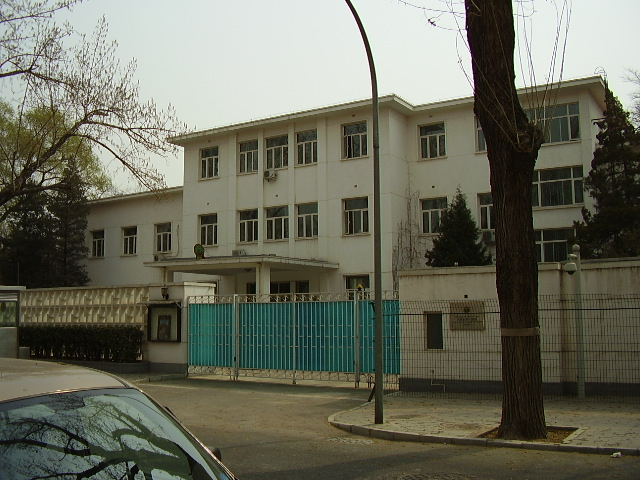
Embaixada de Mali em Pequim, China.

- China
  - Pequim (Embaixada)
- Japão
  - Tóquio (Embaixada)

## Organizações multilaterais
- Bruxelas (Delegação ante a União Europeia)
- Genebra (Delegação ante as Nações Unidas)
- Nova Iorque (Representação ante as Nações Unidas)